# Microsoft NetMeeting
Microsoft NetMeeting è stato un VoIP e un client multipunto di videoconferenza incluso in molte versioni di Microsoft Windows (da OSR2 Windows 95 fino a Windows XP). Utilizzava il protocollo H.323 per le conferenze audio e video ed era interoperabile con OpenH323-base client, ad esempio Ekiga e Internet Locator Service (ILS) come reflector. Usava anche una versione leggermente modificata del protocollo ITU T.120 per lavagne, condivisione applicazione, condivisione desktop, (RDS) di condivisione del desktop remoto e trasferimenti file. NetMeeting 2.1 successivamente utilizzava il protocollo H.324.

Microsoft NetMeeting

## Storia
NetMeeting è stato originariamente fornito con le versioni successive di Internet Explorer 3 e con il lancio della versione Internet Explorer 4.0.
Prima che il servizio video divenisse comune sui client IM liberi, come Yahoo! Messenger e MSN Messenger, NetMeeting era un modo per effettuare videoconferenze e chat su Internet (con l'aiuto di server ILS pubblici, o "chiamata diretta" in un indirizzo IP). Il defunto canale TechTV fu utilizzato anche da NetMeeting come mezzo per consentire agli utilizzatori le chiamate tramite webcam, sebbene gli spettatori dovevano chiamare sui loro telefoni per una questione di ridondanza, perché le connessioni Internet a banda larga stavano solo cominciando a proliferare.
Dopo il rilascio iniziale MSN Messenger e successivamente Windows XP, Microsoft ha deprecato in favore di Windows Messenger e Microsoft Office Live Meeting. È da notare che Windows Messenger, MSN Messenger e Windows Live Messenger si agganciavano direttamente in NetMeeting per la condivisione di applicazioni, condivisione del desktop e la funzionalità lavagna esposte da ogni applicazione.

## Architettura di protocollo
- NetMeeting utilizzava lo standard H.323 per le conferenze multimediale IP/Ethernet LAN:
  - Il codec audio utilizzava ITU lo standard G.723.1 e G.711 e offriva bitrate tra 5.3 kbit/s e 64 kbit/s.
  - Il codec video utilizzava lo standard ITU H.263 e supportava 30 fps.
- Codec audio e video NetMeeting utilizzavano RTP per le connessioni UDP/IP.
- Lavagna, Chat e trasferimento File utilizzavano ITU T.120. Lo standard Conferenza di dati sulle connessioni TCP/IP.